# 二木昭人
二木 昭人（ふたき あきと、1954年 - ）は、日本の数学者。学位は、理学博士（東京大学）。東京工業大学名誉教授。専門分野は微分幾何学。ケーラー・アインシュタイン計量の存在に関する二木不変量の構成で知られる。千葉大学を経て、東京工業大学助教授、教授、東京大学教授を歴任。日本数学会の「幾何学賞」「秋季賞」を受賞。

## 経歴
- 1973年 - ラ・サール高等学校卒業
- 1977年 - 東京大学理学部数学科卒業[2]
- 1979年 - 東京大学大学院理学系研究科数学専攻修士課程修了、同博士課程進学[2]
- 1981年[要出典] - 千葉大学教養部講師[4]
- 1987年3月 - 論文博士にて理学博士号を取得（東京大学）[5][6]
- 1987年 - 千葉大学助教授
- 1989年[要出典] - 東京工業大学理学部助教授[7]
- 1990年 - 日本数学会「幾何学賞」受賞[注 1]
- 1996年 - 東京工業大学理学部教授[9]、のち大学院理工学研究科教授[10]
- 2011年 - 日本数学会「秋季賞」受賞[注 2]
- 2012年 - 東京大学大学院数理科学研究科教授[12]、東京工業大学名誉教授[2]

## 主な著作

### 学位論文
- Kahler-Einstein metrics and integral invariants. 博士論文（乙第8276号）. 東京大学. (March 1987)日本語題名『Kahler-Einstein計量と積分不変量』

### 著書・訳書
- Kahler-Einstein metrics and integral invariants. Lecture Notes in Math., vol.1314. Springer-Verlag, Berlin-Heidelberg-New York. (1988). ISBN 9780387192505. NCID BA03820933
- J. Morgan 著、二木昭人 訳 編『サイバーグ・ウィッテン理論とトポロジー』培風館、1998年。ISBN 4563002623。 NCID BA36418677。ISBN 9784563002626。
- 『基礎講義線形代数学』培風館、1999年。ISBN 4563002755。ISBN 9784563002756。
- 『微分幾何講義－一般理論と現代物理への応用－』サイエンス社〈臨時別冊数理科学 SGCライブラリ 23〉、2003年。ISSN 03868257。 NCID BA61813629。

### 解説
- 「ケーラー幾何と積分不変量」『数学』第44巻第1号、1992年、44-56頁。
- 「微分幾何とディラク作用素」『数理科学』第42巻第4号、2004年、53-59頁。
- 「ヤウの仕事」『数学セミナー』第43巻第9号、2004年9月、28-32頁。
  - 数学セミナー編集部 編「ヤウの仕事」『解決！ポアンカレ予想』日本評論社〈数学セミナー増刊〉、2007年1月。
- 二木昭人、小野肇「Einstein計量とGIT安定性」『数学』第60巻第2号、2008年、175-202頁。
- 「何故かいま佐々木多様体」『数理科学』第49巻第4号、2011年、45-50頁。